# Henry Hunter
Henry Hunter, nato Frederick Arthur Jacobson, Jr.  (Rahway, 9 ottobre 1907 – Los Angeles, 25 maggio 1985), è stato un attore statunitense.
Ha recitato in oltre 25 film dal 1936 al 1972 ed è apparso in oltre 80 produzioni televisive dal 1955 al 1972.

## Biografia
Henry Hunter nacque a Rahway, in New Jersey, il 9 ottobre 1907.
La sua lunga serie di partecipazioni per la televisione si compone di numerose interpretazioni in serie televisive. Tra i personaggi comparsi in più di un episodio si possono trovare il dottor Summerfield in diversi episodi della serie Hazel. Interpretò inoltre numerosi altri personaggi secondari o ruoli da guest star in molti episodi di serie televisive dagli anni cinquanta agli anni settanta. Negli anni cinquanta partecipò a 10 episodi della serie antologica Lux Video Theatre, negli anni 60 a sette episodi della serie giudiziaria Perry Mason e a cinque della popolare serie western Il virginiano.
La sua carriera cinematografica vanta diverse presenze con varie interpretazioni tra cui quella di Flannigan in Boy Who Caught a Crook del 1961.
La sua ultima apparizione per la televisione avvenne nell'episodio The Blessed Event della serie televisiva Doris Day Show, andato in onda il 17 gennaio 1972, che lo vede nel ruolo di Randolph Chandler, mentre per gli schermi cinematografici l'ultimo ruolo accreditatogli fu quello di Arthur Ford nel film Maryjane del 1968.
Morì a Los Angeles, in California, il 25 maggio 1985.

## Filmografia

### Cinema
- Nobody's Fool (1936)
- Parole! (1936)
- Postal Inspector (1936)
- Yellowstone (1936)
- Love Letters of a Star (1936)
- Secret Agent X-9 (1937)
- The Road Back, regia di James Whale (1937)
- West Bound Limited (1937)
- L'uomo che gridava al lupo (The Man Who Cried Wolf) (1937)
- That's My Story! (1937)
- A Girl with Ideas (1937)
- L'inafferrabile signor Barton (Prescription for Romance) (1937)
- Il segreto del giurato (The Jury's Secret) (1938)
- Forbidden Valley (1938)
- Trouble at Midnight (1938)
- La difficile prova del Dr. Kildare (Calling Dr. Kildare) (1939)
- Una ragazza allarmante (Good Girls Go to Paris) (1939)
- La tigre del mare (Thunder Afloat) (1939)
- Missili sulla luna (Missile to the Moon) (1958)
- La negra bianca (I Passed for White) (1960)
- Dalla terrazza (From the Terrace) (1960)
- Boy Who Caught a Crook (1961)
- Professore a tuttogas (Son of Flubber) (1963)
- Letti separati (The Wheeler Dealers) (1963)
- La dolce vita... non piace ai mostri (Munster, Go Home!) (1966)
- Maryjane (1968)
- La banda di Jesse James (The Great Northfield Minnesota Raid) (1972)

### Televisione
- Navy Log – serie TV, episodio 1x11 (1955)
- The Millionaire – serie TV, 2 episodi (1955-1956)
- Lux Video Theatre – serie TV, 10 episodi (1955-1957)
- Celebrity Playhouse – serie TV, episodio 1x23 (1956)
- Medic – serie TV, un episodio (1956)
- Alfred Hitchcock presenta (Alfred Hitchcock Presents) – serie TV, un episodio (1956)
- Perry Mason – serie TV, 7 episodi (1957-1966)
- State Trooper – serie TV, 2 episodi (1957)
- Papà ha ragione (Father Knows Best) – serie TV, un episodio (1957)
- Flight – serie TV, episodio 1x03 (1958)
- Meet McGraw – serie TV, un episodio (1958)
- Mike Hammer – serie TV, un episodio (1958)
- Avventure in elicottero (Whirlybirds) – serie TV, un episodio (1958)
- Bachelor Father – serie TV, 2 episodi (1959-1960)
- Not for Hire – serie TV, episodi 1x07-1x23 (1959-1960)
- Bronco – serie TV, 2 episodi (1959-1961)
- December Bride – serie TV, un episodio (1959)
- Rescue 8 – serie TV, episodio 1x23 (1959)
- Tales of Wells Fargo – serie TV, episodio 3x34 (1959)
- The Lawless Years – serie TV, un episodio (1959)
- June Allyson Show (The DuPont Show with June Allyson) – serie TV, episodio 1x01 (1959)
- Il tenente Ballinger (M Squad) – serie TV, un episodio (1959)
- Il carissimo Billy (Leave It to Beaver) – serie TV, 3 episodi (1960-1963)
- The Adventures of Ozzie & Harriet – serie TV, 6 episodi (1960-1966)
- Manhunt – serie TV, un episodio (1960)
- Johnny Midnight – serie TV, un episodio (1960)
- Maverick – serie TV, un episodio (1960)
- The Deputy – serie TV, un episodio (1960)
- General Electric Theater – serie TV, un episodio (1960)
- Carovane verso il west (Wagon Train) – serie TV, un episodio (1960)
- Laramie – serie TV, un episodio (1960)
- Letter to Loretta – serie TV, un episodio (1960)
- Michael Shayne - serie TV episodio 1x10 (1960)
- Shotgun Slade – serie TV, un episodio (1960)
- The Ann Sothern Show – serie TV, un episodio (1960)
- Thriller – serie TV, 2 episodi (1961-1962)
- Hazel – serie TV, 8 episodi (1961-1965)
- The Barbara Stanwyck Show – serie TV, un episodio (1961)
- Peter Loves Mary – serie TV, un episodio (1961)
- I detectives (Detectives) – serie TV, episodio 2x21 (1961)
- My Sister Eileen – serie TV, un episodio (1961)
- Ai confini della realtà (The Twilight Zone) – serie TV, un episodio (1961)
- Bringing Up Buddy – serie TV, un episodio (1961)
- The Aquanauts – serie TV, un episodio (1961)
- Whispering Smith – serie TV, episodio 1x21 (1961)
- Shannon – serie TV, un episodio (1962)
- Ichabod and Me – serie TV, un episodio (1962)
- Mister Ed, il mulo parlante (Mister Ed) – serie TV, un episodio (1962)
- Indirizzo permanente (77 Sunset Strip) – serie TV, episodio 5x04 (1962)
- Going My Way – serie TV, episodio 1x11 (1962)
- The Dick Powell Show – serie TV, episodio 2x13 (1962)
- Un equipaggio tutto matto (McHale's Navy) – serie TV, 3 episodi (1963-1965)
- The Jack Benny Program – serie TV, 6 episodi (1963-1965)
- Il virginiano (The Virginian) – serie TV, 5 episodi (1963-1965)
- Dakota (The Dakotas) – serie TV, episodio 1x01 (1963)
- The Wide Country – serie TV, episodio 1x18 (1963)
- Stoney Burke – serie TV, un episodio (1963)
- Dennis the Menace – serie TV, un episodio (1963)
- Alcoa Premiere – serie TV, un episodio (1963)
- I mostri (The Munsters) – serie TV, 2 episodi (1964-1965)
- Sotto accusa (Arrest and Trial) – serie TV, episodio 1x17 (1964)
- La legge di Burke (Burke's Law) – serie TV, 2 episodi (1964)
- Vita da strega (Bewitched) – serie TV, 5 episodi (1965-1967)
- Honey West – serie TV, episodio 1x03 (1965)
- Selvaggio west (The Wild Wild West) – serie TV, un episodio (1965)
- The Donna Reed Show – serie TV, un episodio (1965)
- Strega per amore (I Dream of Jeannie) – serie TV, un episodio (1965)
- Occasional Wife – serie TV, 2 episodi (1966-1967)
- The Farmer's Daughter – serie TV, un episodio (1966)
- I giorni di Bryan (Run for Your Life) – serie TV, un episodio (1966)
- Il Calabrone Verde (The Green Hornet) – serie TV, un episodio (1966)
- Laredo – serie TV, un episodio (1967)
- Get Smart – serie TV, un episodio (1967)
- Squadra speciale anticrimine (The Felony Squad) – serie TV, episodi 1x19-1x20-2x07 (1967)
- Io e i miei tre figli (My Three Sons) – serie TV, episodio 9x17 (1969)
- Il grande teatro del west (The Guns of Will Sonnett) – serie TV, un episodio (1969)
- Il fantastico mondo di Mr. Monroe (My World and Welcome to It) – serie TV, un episodio (1969)
- I nuovi medici (The Bold Ones: The New Doctors) – serie TV, un episodio (1969)
- Doris Day Show (The Doris Day Show) – serie TV, 2 episodi (1970-1972)
- Giulia (Julia) – serie TV, un episodio (1970)
- La famiglia Partridge (The Partridge Family) – serie TV, un episodio (1970)
- Tre nipoti e un maggiordomo (Family Affair) - serie TV, episodio 5x12 (1970)
- The Bold Ones: The Lawyers – serie TV, un episodio (1971)